# Кастельнуово-ді-Фарфа
Кастельнуово-ді-Фарфа (італ. Castelnuovo di Farfa) — муніципалітет в Італії, у регіоні Лаціо,  провінція Рієті.
Кастельнуово-ді-Фарфа розташоване на відстані близько 45 км на північний схід від Рима, 21 км на південний захід від Рієті.
Населення — 1069 осіб (2014).
Щорічний фестиваль відбувається 6 грудня. Покровитель — святий Миколай.

## Демографія
Населення за роками:

Станом на 1 січня 2023 року в муніципалітеті офіційно проживало 108 іноземців з 25 країн, серед них 49 громадян країн Євросоюзу та 6 громадян України.

## Сусідні муніципалітети
- Фара-ін-Сабіна
- Момпео
- Монтополі-ді-Сабіна
- Поджо-Натіво
- Салізано
- Тоффія